# Làng gốm Phù Lãng

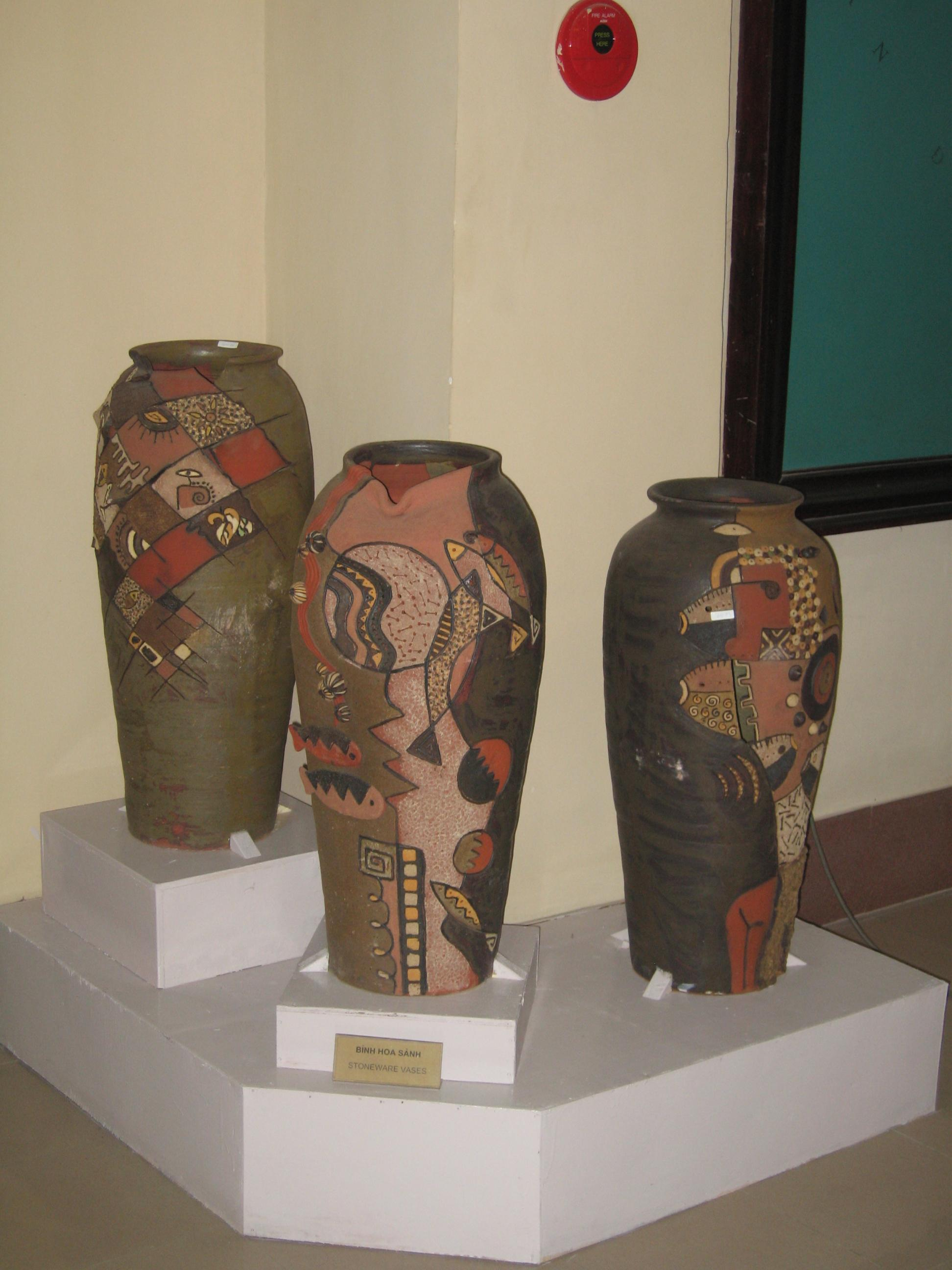
Bình hoa gốm Phù Lãng hiện đại

Làng gốm Phù Lãng là một làng nghề cổ truyền chuyên sản xuất gốm thuộc vùng Kinh Bắc.

## Địa lý
Làng gốm Phù Lãng thuộc xã Phù Lãng, thị xã Quế Võ, tỉnh Bắc Ninh, cách Hà Nội khoảng 60 km và cách sông Lục Đầu khoảng 4 km. Phù Lãng nằm bên bờ sông Cầu và có nhiều bến đò ngang suốt ngày chở khách qua lại. Địa danh Phù Lãng có thể có từ cuối thời Trần đầu thời Lê. Vào thời kỳ này, Phù Lãng có 3 thôn: Trung thôn, Thượng thôn, Hạ thôn. Phù Lãng được trong và ngoài nước biết đến với nghề gốm truyền thống.

## Lịch sử
Theo Tô Nguyễn, Trình Nguyễn trong sách Kinh Bắc-Hà Bắc thì ông tổ nghề gốm Phù Lãng là Lưu Phong Tú. Vào cuối thời Lý, ông được triều đình cử đi sứ sang Trung Quốc. Trong dịp đi này, ông học được nghề làm gốm và truyền dạy cho người trong nước. Đầu tiên, nghề này dược truyền vào vùng dân cư đôi bờ sông Lục Đầu sau đó chuyển về vùng Vạn Kiếp (Hải Dương). Vào khoảng đầu thời Trần (thế kỷ 13) nghề được truyền đến đất Phù Lãng Trung.
Nghề gốm Phù Lãng được hình thành và phát triển ở đây vào khoảng thời Trần, thế kỷ XIV. Xuất phát điểm ban đầu của nghề gốm do Lưu Phong Tú truyền dạy cho cư dân ở hai bờ sông Lục Đầu rồi về dần đến vùng Vạn Kiếp và cuối cùng về đến Phù Lãng Trung.  Hiện nay, Bảo tàng Lịch sử Việt Nam, một số nhà sưu tập còn lưu giữ và trưng bày một số sản phẩm gốm Phù Lãng có niên đại khoảng thế kỷ 17 - 19. Đó là sản phẩm gốm men nâu và những sắc độ của nó như men da lươn, vàng nhạt, vàng thẫm, vàng nâu...

## Sản phẩm gốm
Gốm Phù Lãng tập trung vào ba loại hình:
- Gốm dùng trong tín ngưỡng (lư hương, đài thờ, đỉnh...);
- Gốm gia dụng (lọ, bình, ang, chum, vại, bình vôi, ống điếu...);
- Gốm trang trí (bình, ấm hình thú như ngựa, voi...).

Gốm Phù Lãng có nét sắc thái riêng biệt, đó là những sản phẩm gốm men nâu, nâu đen, vàng nhạt, vàng thẫm, vàng nâu… mà người ta gọi chung là men da lươn. Thêm nữa, nét đặc trưng nổi bật của gốm Phù Lãng là sử dụng phương pháp đắp nổi theo hình thức chạm bong, còn gọi là chạm kép, màu men tự nhiên, bền và lạ; dáng của gốm mộc mạc, thô phác nhưng khỏe khoắn, chứa đựng vẻ đẹp nguyên sơ của đất với lửa, và rất đậm nét của điêu khắc tạo hình.

## Kỹ thuật làm gốm
Một xưởng sản xuất gốm gồm năm nhóm chính: tổ lò, tổ chuốt, tổ họa tiết, tổ men, tổ làm sạch. 

### Chọn đất và xử lý đất sét
Khác với những sản phẩm gốm lấy chất liệu từ "xương" đất sét xanh của Thổ Hà, sét trắng của Bát Tràng, gốm Phù Lãng được tạo nên từ "xương" đất đỏ hồng lấy từ vùng Thống Vát, Cung Khiêm (Bắc Giang). Đất được chở về Phù Lãng theo đường sông (chủ yếu là sông Cầu). Điều này rất thuận lợi do Phù Lãng không phải lấy đất sét tại chính làng họ, tránh phá vỡ cấu trúc địa chất và cảnh quan làng nghề.
Đất để làm đồ sành phải là loại đặc biệt, có độ dẻo. Lấy được đất về, người thợ phải phơi cho đất bạc màu trộn lẫn các lần đất, đập thành những viên nhỏ bằng ngón chân cái rồi mới cho "ngậm" nước, sau đó xéo tròn, nề đất, chọn sạn, phá, sa cho tới khi đất phải nhuyễn mịn như một miếng giò mới thôi. Một miếng đất trước khi chuốt phải nề, xéo tới chục lần mới thành khoanh cho lên bàn xoay nắn thành sản phẩm.
Dưới bàn tay của người thợ thủ công, đất sét được luyện thật nhuyễn, đảm bảo độ dẻo, mịn nhất định và được tạo hình trên bàn xoay bằng tay hoặc trên khuôn.

### Tạo hình
Về mặt tạo hình, gốm Phù Lãng được sử dụng nhiều phương pháp khác nhau trong nghệ thuật tạo dáng, với những hình khối đa dạng. Nhưng nhìn chung có thể quy vào hai phương pháp cơ bản: 
- Phương pháp thứ nhất tạo hình trên bàn xoay (làm trong gốm gia dụng và trên gốm trang trí)
- Phương pháp thứ hai đó là, in trên khuôn gỗ hoặc khuôn đất nung rồi dán ghép lại (làm trên đồ tín ngưỡng).

Mỗi loại hình sản phẩm, mỗi chủng loại hàng đều có những kỹ thuật, kỹ xảo riêng, tất cả đều nhằm đạt được hiệu quả tối đa về hai phương diện kinh tế và thẩm mỹ.
Cũng như nghề gốm Bát Tràng (Gia Lâm), và Thổ Hà (Bắc Giang), phương pháp tạo hình sản phẩm (có tiết diện tròn) là chuốt. Tất cả các sản phẩm được đưa lên bàn xoay tay. Hoạt động xung quanh bàn xoay tay cần phải có hai người, trong đó một người chuyên ngồi chuốt, một người vần bàn xoay. Người vần bàn xoay đồng thời làm nhiệm vụ lăn đất thành đòn để chuốt (còn gọi là xe đòn). Sản phẩm sau khi đã tạo hình xong, để cho se dần, đến khi sờ tay vào không thấy dính, lúc bấy giờ người thợ tiến hành chúng, đấm, thúc bên trong của sản phẩm cho thành hình đồ vật, rồi lại để cho ráo. Lúc này nếu thấy sản phẩm có vết rạn nứt thì được vá lại bằng đất mịn và nát.
Bước cuối cùng trong khâu hoàn thành sản phẩm là ve, nạo sản phẩm sau khi sản phẩm đã thành bạc hàng (chuyển màu trắng). Ve, nạo xong sản phẩm dược tráng một lớp men lên, tạo màu sắc.

### Tráng men
Chất liệu làm men tráng gồm có: Tro cây rừng (loại cây mà khi đốt, tàn tro trắng như vôi, như tàn thuốc. Ngày nay nghệ nhân Phù Lãng thường dùng tứ thiết là lim, sến, táu, nghiến), hai là vôi sống (vôi tả), ba là sỏi ống nghiền nát, bốn là bùn phù sa trắng. Bốn chất liệu này, sau khi sơ chế trộn đều với nhau theo một tỷ lệ nhất định rồi để khô, đập nhỏ cho vào nước, gạn qua rây bột, từ đó chế thành một chất lỏng quánh, vàng như mật ong. Khi sản phẩm còn ẩm, người thợ dùng chổi lông quét men lên bên ngoài của sản phẩm một lớp mỏng thích hợp rồi đem phơi. Sau khi quét men và phơi khô, sản phẩm có màu trắng đục.

### Nung
Sau công đoạn vào men và tạo màu, phơi khô, sản phẩm được đưa vào lò nung ở nhiệt độ đến 1.000 độ C, để đảm bảo gốm sành nâu có lớp da ngoài đanh mặt, nhẵn bóng và chắc. Xếp sản phẩm trong lò nung phải tuân theo nguyên tắc tiết kiệm tối đa không gian trong lò. Chi phí cho mỗi mẻ đốt lò trung bình cũng phải 25 đến 30 triệu đồng, nếu không nắm vững kỹ thuật chọn đất, đốt lò... thì cả mẻ gốm phải bỏ đi. Một lò thường được một nghìn sản phẩm và phải đun liền trong ba ngày ba đêm hoặc tùy theo từng sản phẩm, lượng nhiệt trong lo khi nung thường phả đều tăng dần nhiệt độ từ ngày thứ hai cho đến khi chín gốm, để nguội và lấy ra khỏi lò thì khi đó mới kết thúc quá trình nung và sản phẩm phải có được độ chuẩn cần thiết, nếu không sẽ bị thải loại. Vì vậy những sản phẩm đạt tiêu chuẩn phải có màu da lươn vàng óng hay màu cánh gián, khi gõ vào sản phẩm có tiếng vang. 
Mặc dù nằm tiếp giáp với vùng than (Quảng Ninh) nhưng ở Phù Lãng người ta vẫn sử dụng phương pháp truyền thống - dùng củi để nung, nhờ sự biến nhiệt khác nhau tạo ra những vết táp trên bề mặt gốm mà không phương pháp nào có thể thay thế nổi.
Xương đất sét có màu hồng nhạt, khi nung ở nhiệt độ cao, xương gốm chuyển màu gan gà, với hai màu men chủ đạo là nâu vàng và nâu đen (thường gọi là men da lươn). Nếu vẻ đẹp của Bát Tràng là sự đa dạng về nước men, những nét vẽ tinh tế, thì hồn cốt của Phù Lãng được tạo nên từ sự dân dã, mộc mạc của nước men da lươn này.